# Wola Klasztorna
Wola Klasztorna (prononciation : [ˈvɔla klaʂˈtɔrna]) est un village polonais de la gmina de Sieciechów dans le powiat de Kozienice de la voïvodie de Mazovie dans le centre-est de la Pologne.
Il se situe à environ 3 kilomètres au sud de Sieciechów (siège de la gmina), 15 kilomètres au sud-est de Kozienice (siège du powiat) et à 94 kilomètres au sud-est de Varsovie (capitale de la Pologne).
Le village possède approximativement une population de 250 habitants en 2006.

## Histoire
L'ancien nom du village était Święcica.
De 1975 à 1998, le village appartenait administrativement à la voïvodie de Radom.